# König-Otto-von-Griechenland-Museum
König-Otto-von-Griechenland-Museum (také Otto-König-von-Griechenland-Museum) je muzeum ve městě Ottobrunn v zemském okrese Mnichov, v německé spolkové zemi Bavorsko. Otevřeno bylo v prosinci 1989, avšak městská rada se usnesla o jeho založení již roku 1976. Zakladatelem muzea je Jan Murken. Muzeum se zaobírá tématem osobnosti Oty I. Řeckého, prvního moderního krále Řecka, dosazeného na řecký trůn roku 1832 na základě společného rozhodnutí Francie, Velké Británie a Pruska.
Muzeum vystavuje na 200 exponátů, které se tematicky vážou k filhelénství, řecké osvobozenecké válce a Řeckému království za vlády Oty I. Řeckého. Vedle toho jsou v muzeu k vidění osobní předměty Oty I. Řeckého či stříbro a porcelán, který byl používán na královském dvoře v Aténách za Otovy vlády. Muzejní galerie spravuje cenné olejomalby, akvarely a grafiky od Lea von Klenze, Petera von Hesse, Carla Rottmanna, Karla Wilhelma von Heidecka či Friedricha von Gärtnera.

Po přestěhování bankovní filiálky bylo muzeum rozšířeno (z 80 na 174 m²) a roku 2000 znovu otevřeno.

Roku 2019 obdrželo darem nové exponáty: kolorovanou fotografii Oty I. Řeckého z roku 1865, portrét korunního prince Ludvíka I. Bavorského (otce Oty I. Řeckého) a kameninové hrníčky z kameninové manufaktury kláštera Schäftlarn.

## Galerie

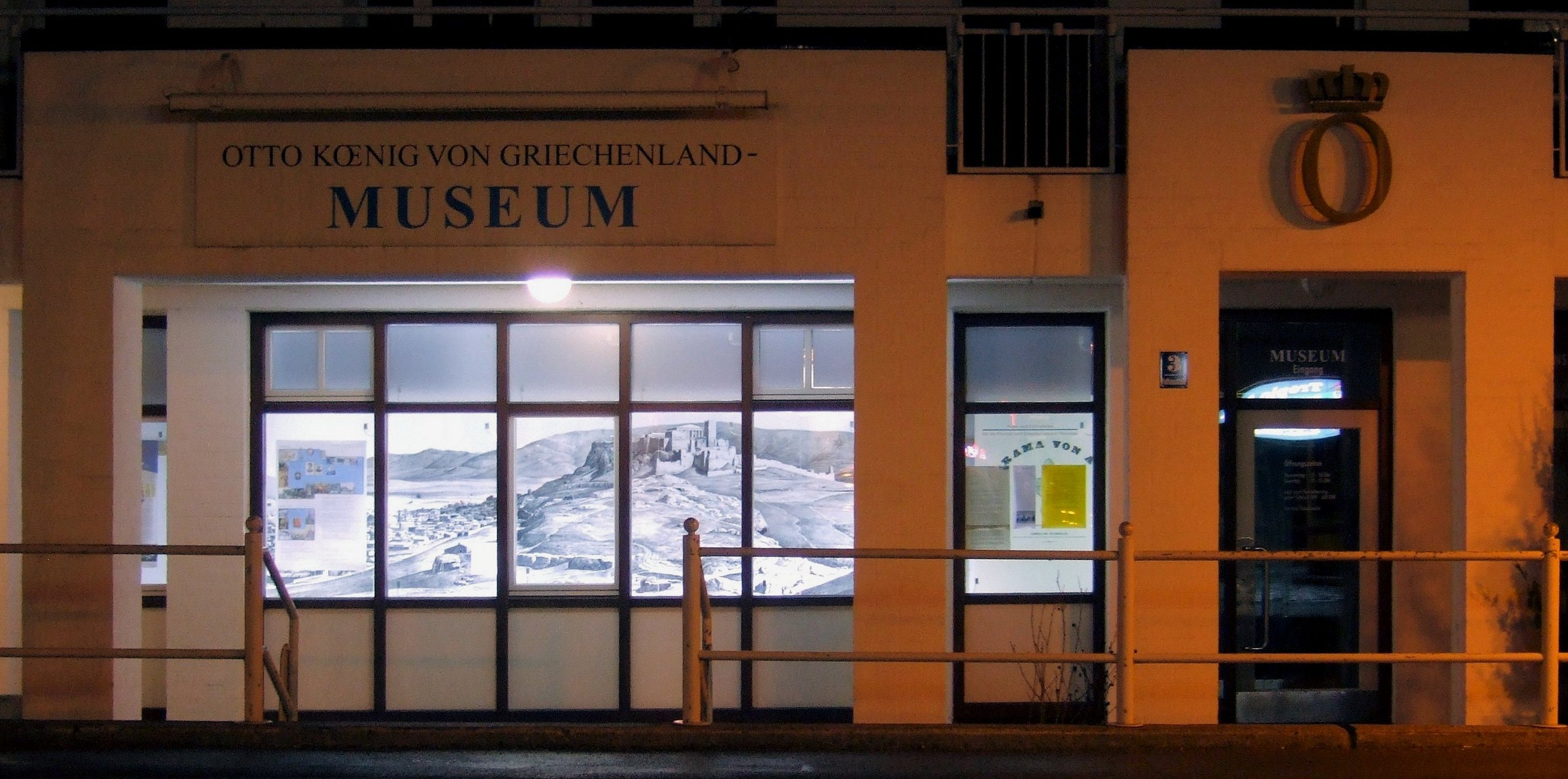
Budova muzea
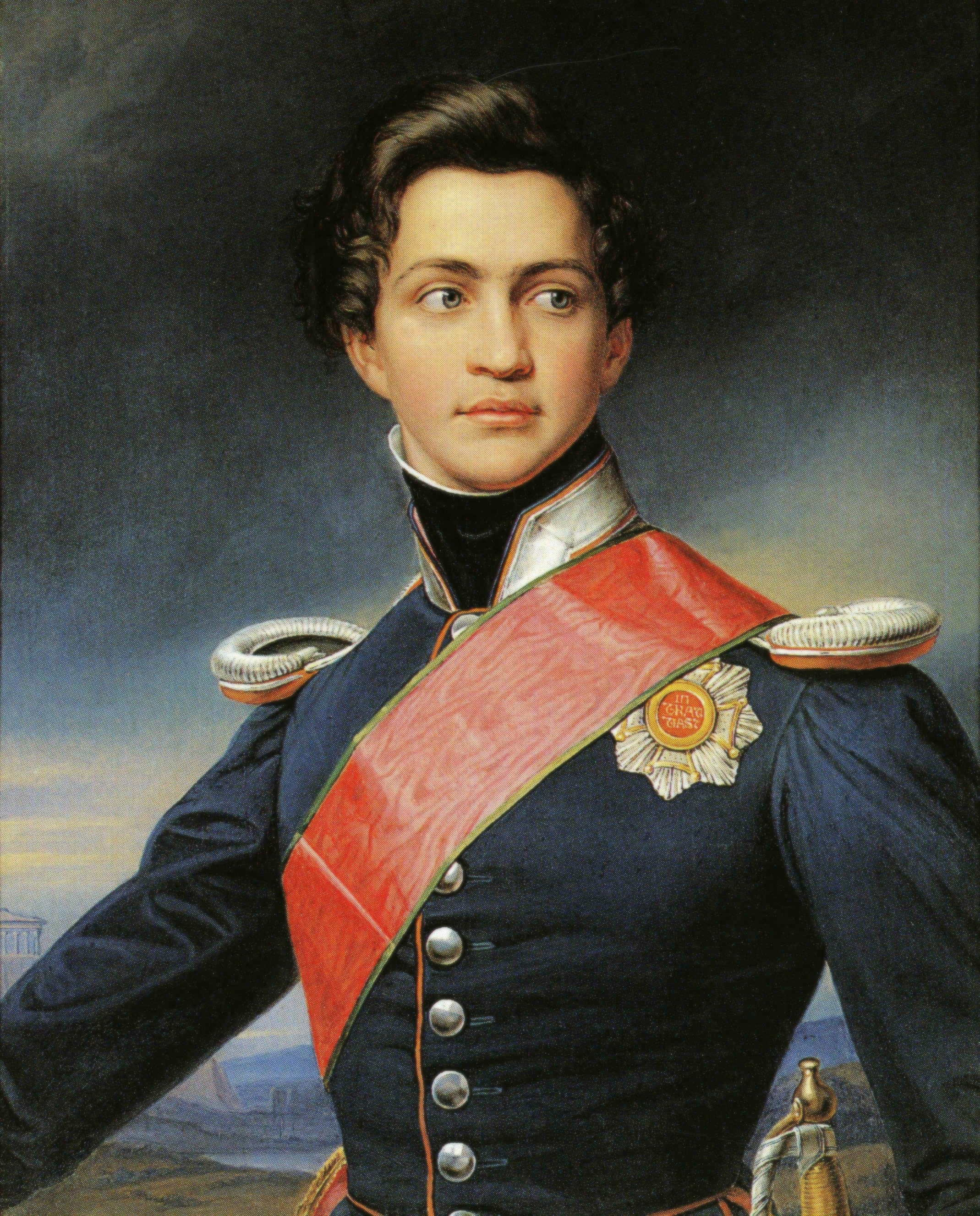
Ota I. Řecký